# 小行星6423
小行星6423（英語：6423 Harunasan）是一颗围绕太阳公转的小行星。1994年2月13日，小林隆男在大泉町发现了此天体。
这颗小行星的绝对星等为37.32131等。